# Clydonium analuisae
Clydonium analuisae là một loài tò vò trong họ Ichneumonidae.